# بنكرياس ملحق
البنكرياس الملحق هو حالةٌ طبيةٌ نادرة تظهر فيها مجموعات صغيرة من خلايا البنكرياس المنفصلة عن البنكرياس. قد تظهر تلك الخلايا في مساريق الأمعاء الدقيقة، الاثنا عشر، الجزء العلوي من الصائم، أو بصورة أكثر ندرة، في جدار المعدة، اللفائفي، المرارة أو الطحال. وصف الحالة لأول مرة كلوب في عام 1859.
يمكن التعريف البنكرياس الملحق على أنه مجموعة صغيرة من خلايا البنكرياس المنفصلة عن البنكرياس والتي توجد أحيانًا في جدار المعدة أو الأمعاء.

## التشخيص
غالبًا ما يصاحب اضطرابات البنكرياس الضعف والتعب. يكشف التاريخ الطبي المرضي عن اضطرابات سابقة في القناة الصفراوية أو الاثنى عشر، ـأو صدمة في البطن أو عملية جراحية سابقة، أو اضطرابات التمثيل الغذائي مثل داء السكري. يجب أن يؤخذ التاريخ الدوائي بصورة مفصلة ويشمل على وجه التحديد استخدام الثيازيدات، الفوروسيميد، وهرمون الاستروجين، الكورتيزون، السلفوناميدات، والمواد الأفيونية. كم يجب ملاحظة التاريخ العائلي لاضطرابات البنكرياس، والاهتمام بأي شكوى سابقة مثل ألم الجزء العلوي من البطن أوالمنطقة فوق معدية. تشمل الأعراض التي قد تكون مهمة فيما يتعلق باضطرابات البنكرياس الحكة، آلام في البطن، ضيق التنفس، والغثيان، والتقيؤ. ويتضمن التقييم الوظيفي بيانات عن العادات الغذائية للمريض واستخدام الكحول.
يجب أيضًا ملاحظة أي شكوى مثل التعرق أثناء الفحص. قد تكشف العلامات الحيوية عن الحمى منخفضة الحرارة، تسرع القلب، عدم انتظام دقات القلب، وانخفاض ضغط الدم. قد يظهر اليرقان أثناء فحص الجلد. كما يجب فحص البطن بخصوص الانتفاخات، وانخفاض وتيرة الأصوات الأمعاء.
تشمل الاختبارات والفحوصات المستخدمة لتشخيص اضطرابات البنكرياس التحاليل المخبرية للدم والبول والبراز وإفرازات البنكرياس، ودراسات التصوير المقطعية. وتشمل دراسات الدم المستخدمة لتقييم وظيفة البنكرياس قياسات انزيمات الأميلاز، الليباز، والجلوكوز، والكالسيوم، ومستويات الدهون الثلاثية. يمكن أيضًا أن يتم طلب اختبار مستوى انزيم الأميلاز في البول واختبارات الأميلازالكلوية. قد يتم تحليل عينات البراز لتحديد مستوى الدهون. يقيس اختبار تحفيز السيكريتين تركيز البيكربونات في إفرازات البنكرياس بعد إعطاء السكرتين عن طريق الوريد لتحفيز إفرازات البنكرياس.

## العلاج
يعتمد علاج البنكرياس لملحق على تحديد موقع ومدى الأنسجة المصابة. يأتي التدخل الجراحي كخيار مطروح بقوة، وقد يفضل بعض الأطباء استخدام المضادات الحيوية الوقائية.